# Paul Segers
Paul Antoine Marie Norbert Segers, né le 12 octobre 1870 à Anvers et mort dans cette même ville le 2 février 1946  est un homme politique belge catholique.

## Biographie
Il fut docteur en droit (Université catholique de Louvain, 1893). Il fut président de la Fédération des Cercles catholiques et des Associations conservatrices  (1919-36) et siégea dans la direction de l'Union catholique belge (1934).
Il fut élu député de l'arrondissement d'Anvers (1900-1925); ministre des PTT (1912-1914), puis des PTT et des chemins de fer (1914-1918) ; coopté sénateur (1925-1936).
Il fut créé ministre d'État en 1918.

## Sources
- Bio sur ODIS